# Camisas-vermelhas
Denominaram-se camisas-vermelhas os membros da Legião Italiana que defenderam Montevidéu contra Manuel Oribe e Juan Manuel de Rosas. O grupo de voluntários posteriormente se tornaria o símbolo das forças comandadas por Giuseppe Garibaldi nas muitas campanhas pela unificação italiana. A Legião organizada e comandada por Garibaldi em 1843, foi essencial para evitar a queda de Montevidéu na Guerra Grande, no Uruguai.
Durante o Risorgimento italiano, cerca de mil soldados voluntários que Giuseppe Garibaldi comandou na expedição dos Mil a Sicília em 1860, foram chamados grupo dos Mil ou cammisi russi.

## Representações na cultura

### Cinema
- Camicie rossi, filme dirigido por Francesco Rosi (1952)